# Lorena Silvent i Ruiz
Lorena Silvent i Ruiz (Catarroja, 1982) és una política valenciana, alcaldessa de Catarroja des de 2023.
Llicenciada en dret per la Universitat de València l'any 2005, Silvent ha treballat com a consultora fiscal i d'empresa. L'any 2015 resulta elegida pel Partit Socialista del País Valencià (PSPV-PSOE) regidora al consistori de Catarroja i assumeix el càrrec de portaveu del seu grup, que s'integra en el govern encapçalat per Jesús Monzó de Compromís. A les següents eleccions de 2019 encapçala la candidatura socialista aconseguint millorar el resultat obtinguts fins aleshores i, de nou amb Monzó i Compromís a l'alcaldia, revalidar el govern progressista. El 2023 aconsegueix l'alcaldia de Catarroja esdevenint la candidata més votada i integrant a Compromís com a segona força política del ple.
La gestió de Lorena Silvent al capdavant de l'Ajuntament de Catarroja es va vore marcada per la devastadora gota freda del 29 d'octubre de 2024 que va desbordar el barranc de Xiva al seu pas per la comarca de l'Horta Sud i que a la ciutat de Catarroja va comptabilitzar 25 persones mortes i innumerables danys en infraestructures i habitatges. Silvent va esdevenir una de les alcaldesses més crítiques amb l'actuació del president de la Generalitat Valenciana Carlos Mazón i altres responsables polítics.